# Geochimica et Cosmochimica Acta
Geochimica et Cosmochimica Acta (abgekürzt Geochim. Cosmochim. Acta, GCA) ist eine wissenschaftliche Fachzeitschrift, die zweiwöchentlich im Peer-Review-Verfahren bei Elsevier erscheint. Die Zeitschrift erschien erstmals 1950 und wird von der Geochemical Society und der Meteoritical Society finanziert. Chefredakteur ist derzeit Hailiang Dong von der Chinesischen Universität für Geowissenschaften. In der Zeitschrift werden die Themen Geochemie, Meteoritenkunde und planetare Geochemie behandelt.
Veröffentlicht werden Artikel über Originäre Forschung, Literaturrezensionen sowie das Editorial und Ankündigungen. Außerdem werden zu bestimmten Artikeln Kommentare veröffentlicht, in denen eine andere durch Literatur gestützte Interpretation des Themas und eine Stellungnahme des Autors zu dieser Interpretation vorgestellt werden.

## Indizierung
Geochimica et Cosmochimica Acta wird in BIOSIS Previews, Current Contents, Energy Data Base, Energy Research Abstracts, GeoBase, Inspec, International Aerospace Abstracts, Mineralogical Abstracts, PASCAL, Petroleum Abstracts und Scopus indiziert. Im Jahr 2019 lag der Impact Factor bei 4,659.